# Martin-chasseur à tête blanche
Todiramphus saurophagus
Espèce
Statut de conservation UICN

 LC  : Préoccupation mineure
Synonymes
- Halcyon saurophaga Gould, 1843 (protonyme) (désuet)
- Todirhamphus saurophagus
- Todiramphus saurophaga

Le Martin-chasseur à tête blanche (Todiramphus saurophagus) est une espèce d'oiseaux de la famille des Alcedinidae.

## Répartition et sous-espèces
Selon la classification de référence du Congrès ornithologique international (15.1, 2025) :
- T. s. saurophagus (Gould, 1843) — de Morotai à Obi et Céram, Nouvelle-Guinée, archipel Bismarck et îles Salomon ;
- T. s. anachoreta (Reichenow, 1898) — Wuvulu, Ninigo, ileś Kaniet et Hermit ;
- T. s. admiralitatis (Sharpe, 1892) — île de l'Amirauté.